# RISE (格闘技の興行)
RISE（ライズ）は、日本のキックボクシング興行。RISEクリエーション主催。代表取締役は伊藤隆。旧名称は「R.I.S.E.」。2003年2月に旗揚げ大会を開催。

## 歴史
2003年2月23日、伊藤隆、山口元気、内田康弘のプロデュースで興行「REAL IMPACT SPORTS ENTERTAINMENT」をゴールドジムサウス東京ANNEXで行い、旗揚げ。設立以降、トーナメント方式の王者決定戦を除き、独自の王者は認定してこなかったが、ワンデイトーナメントでは試合の組み合わせや運に試合結果が左右されてしまうことがあるため、通常のワンマッチ形式による王座認定を開始。開始当初の階級は60kg級、70kg級、ヘビー級の3階級のみ。ランキングの作成は行わなかった。
2008年2月22日に開催した「R.I.S.E. -γ- "R.O.C"」で予選が行われ、5月11日に開催した「R.I.S.E. 46」で王座挑戦者決定戦を行う。この興行から、興行名にローマ数字を使うことを止め、アラビア数字を使用。7月5日に開催した「R.I.S.E. 48」で王座挑戦者決定戦が行い、初代王者が決定した。
2009年3月29日、K-1の中軽量級興行であるK-1 MAXと協力態勢を強化することを発表。谷川貞治K-1イベントプロデューサーはK-1 MAXのみでは大会数が少ないため、当落線上の選手に経験を積ませたり、新たな人材を発掘するのが狙いであると説明。R.I.S.E.枠の設置や出場決定トーナメントの開催などを構想に盛り込んだ。
2009年5月31日に開催された「RISE 55」より名称が「R.I.S.E.」から「RISE」に変更。
2010年1月23日に発足された「ジャパン・マーシャルアーツ・ディレクターズ（JMD）」への参加を発表。背景にはJMDに参加するムエタイ団体「REBELS」での山口の代表就任があった。RISE興行をJMD参加後はプロモーター主催に移して競技の普及に努めた。JMD参加表明から約1か月後、RISE初のプロテストが行われた。また、以降の興行では、JMD傘下のM-1ムエタイチャレンジを主催するM-1 MCの協力も受けていた。2011年5月にJMDを脱退しているが、2012年12月2日の興行はM-1 MCとの合同開催が発表された。
2011年に女子のタイトル「RISE QUEEN」の創設を発表し、11月23日にRENAと神村エリカで王座決定戦が行われ、勝利したRENAが初代RISE QUEENを戴冠した。その後、RENAが王座を返上し、第2代王座には紅絹との王座決定戦を制した神村エリカが就いた。神村エリカの引退を機にRISE QUEENは休止となったが、2019年9月に寺山日葵が佐藤レイナとの王座決定戦を制して初代ミニフライ級王者となる。
2014年にREBELS、Bigbangとともに「BLADE FIGHTING CHAMPIONSHIP」の創設を発表。7月12日に大田区総合体育館で開催された「RISE 100」にて、「BLADE 0（ZERO）」と称したプレマッチを組み込んだ。また、2014年6月から福岡県で「RISE WEST」、北海道で「RISE NORTH」を定期開催し、地元の選手を起用。
2019年11月8日に女子のみの大会「RISE GIRLS POWER」シリーズを開始。主に新宿FACEで開催し、2021年9月12日には後楽園で初開催。女子のみのキックボクシング大会が同会場で開催されたのは26年ぶり。
2022年1月5日、オランダのキックボクシング団体GLORYとの提携を発表。

## その他
- プロボクサーの那須川天心のキックボクサー時代のホームリングであり、2階級制覇を達成している。その他、主な初期のRISE出身選手として、TATSUJIがいる。TATSUJIは、元アマチュアボクシング選手らしいパンチを中心としたアグレッシブなファイトスタイルで活躍し、K-1 WORLD MAXのリングにも上がるようになった。澤屋敷純一もこの大会でプロデビューし、ヘビー級戦線で活躍。K-1 WORLD GPでジェロム・レ・バンナに勝利した。
- ラウンドガールの名称は「R-1SE Force」。2022年よりR-1SE Forceの一員となった宮原華音は2023年1月のRISE Novaに出場してKO勝利を飾った後、4月21日のRISE167のオープニングファイトにてプロデビューすると金子久美子を1回39秒KOで降し、さらに後続の試合でラウンドガールにも就いた。2024年3月を以てR-1SE Forceは卒業したが、7月には公式サポーターに就任した。
- 提携するBOUT（北海道）、DEEP☆KICK（大阪府）にてRISE公式戦を定期的に開催し、各地区でRISEのランキング戦などを行っている。

## ルール
パンチ、キック、ヒザ蹴りを有効とし、首相撲などの組技は全面禁止であるが、瞬間的な掴みによる攻撃はワンキャッチ・ワンアタックまでが認められている。試合は3分3ラウンドを基本とし、タイトルマッチのみ3分5ラウンド無制限延長ラウンドで行われる。
発足以降、コスチュームはショートスパッツの着用が義務付けられていた。2006年12月17日の大会以降は、コスチュームの規制が緩和され、キックパンツ、ロングスパッツの着用が認められるようになった。2010年5月からルールをK-1に準ずるものに変更した。
RISEの競技・大会等はRISEコミッションが評議し管轄している。RISEコミッションは、格闘技に造詣の深い有識者によって構成する競技性・イベントの両立の方針に基づきRISEの競技を統轄する機関。格闘技を大衆スポーツとして社会に認知されるべく機構及び組織を拡充、強化する事によって健全な格闘技の一層の発展を図り、日本の格闘技全体の発展と青少年育成に貢献する事を目的として設立。

## アマチュア部門
設立以降、選手育成および底辺拡大を目的としたアマチュア部門「KAMINARIMON」を定期開催し、一般公募の結果、2019年12月8日の大会から「RISE Nova」に改名された。小中学生のジュニアクラス、40歳以上のマスターズクラス、初心者向けのCクラスからトップアマ向けのAクラスまで細かくクラス分けされている。主に東京を中心に開催しているが、福岡と北海道でも開催されている。

## 王座
※2025年5月現在
| 階級               | 重量区分   | 王者             | 防衛回数 |
| ------------------ | ---------- | ---------------- | -------- |
| ヘビー級           | 無差別     | 空位             |          |
| ライトヘビー級     | 90.0kg以下 | 南原健太         | 0        |
| ミドル級           | 70.0kg以下 | 海人             | 0        |
| ウェルター級       | 67.5kg以下 | 宇佐美秀メイソン | 0        |
| スーパーライト級   | 65.0kg以下 | 白鳥大珠         | 0        |
| ライト級           | 63.0kg以下 | 中村寛           | 0        |
| スーパーフェザー級 | 60.0kg以下 | 空位             |          |
| フェザー級         | 57.5kg以下 | 安本晴翔         | 1        |
| バンタム級         | 55.0kg以下 | 大﨑孔稀         | 1        |
| スーパーフライ級   | 53.0kg以下 | 花岡竜           | 0        |
| フライ級           | 51.5kg以下 | 那須川龍心       | 0        |

### RISE QUEEN
| 階級         | 重量区分   | 王者             | 防衛回数 |
| ------------ | ---------- | ---------------- | -------- |
| バンタム級   | 55.0kg以下 | 聖愛             | 0        |
| フライ級     | 52.0kg以下 | テッサ・デ・コム | 2        |
| ミニフライ級 | 49.0kg以下 | 宮本芽依         | 0        |
| アトム級     | 46.0kg以下 | 空位             |          |

### RISEオープンフィンガーグローブマッチ
| 階級    | 重量区分   | 王者   | 防衛回数 |
| ------- | ---------- | ------ | -------- |
| -65kg級 | 65.0kg以下 | YA-MAN | 0        |

### 世界王座
| 階級                 | 重量区分    | 王者             | 防衛回数 |
| -------------------- | ----------- | ---------------- | -------- |
| 世界スーパーライト級 | 65.0kg以下  | チャド・コリンズ | 0        |
| 世界フェザー級       | 57.15kg以下 | 那須川天心       | 0        |
| 世界バンタム級       | 55.0kg以下  | 志朗             | 1        |
| 世界スーパーフライ級 | 53.0kg以下  | 大﨑一貴         | 0        |

## 配信・テレビ放送
2019年5月開催の「RISE132」よりABEMAで生中継を行っている。また、海外向けにTriller TV（旧FITE TV）でPPV配信を行っている。
設立以降GAORAで中継され、2013年10月から2018年までスカイ・A sports+で放送。2012年6月開催の「RISE88」はTOKYO MXで放送された。2020年4月よりTBSにて『RISE～立ち技格闘技 新時代～』が放送された。

## 大会一覧
| 大会名                                                        | 開催年月日        | 会場                             | 開催地         | 入場者数 |
| ------------------------------------------------------------- | ----------------- | -------------------------------- | -------------- | -------- |
| RISE 163                                                      | 2022年12月10日    | 後楽園ホール                     | 東京都文京区   |          |
| RISE 162                                                      | 2022年10月30日    | 後楽園ホール                     | 東京都文京区   |          |
| RISE 161                                                      | 2022年8月28日     | 後楽園ホール                     | 東京都文京区   |          |
| RISE 160                                                      | 2022年7月29日     | 後楽園ホール                     | 東京都文京区   |          |
| RISE 159                                                      | 2022年6月24日     | 後楽園ホール                     | 東京都文京区   |          |
| RISE 158                                                      | 2022年5月29日     | 後楽園ホール                     | 東京都文京区   |          |
| RISE 157                                                      | 2022年4月24日     | 後楽園ホール                     | 東京都文京区   |          |
| Cygames presents RISE ELDORADO.2                              | 2022年4月2日      | 国立代々木競技場第一体育館       | 東京都渋谷区   |          |
| RISE 156                                                      | 2022年3月27日     | 後楽園ホール                     | 東京都文京区   |          |
| RISE 155                                                      | 2022年2月23日     | 後楽園ホール                     | 東京都文京区   |          |
| RISE FIGHT CLUB                                               | 2022年2月16日     | 新宿FACE                         | 東京都新宿区   |          |
| RISE EVOL.10 ＆ RISE GIRLS POWER.6                            | 2022年2月12日     | 新宿FACE                         | 東京都新宿区   |          |
| RISE 154                                                      | 2022年1月23日     | 後楽園ホール                     | 東京都文京区   |          |
| RISE 153                                                      | 2021年12月12日    | 後楽園ホール                     | 東京都文京区   |          |
| RISE WEST.15＆16                                              | 2021年12月5日     | 西鉄ホール                       | 福岡県福岡市   |          |
| Cygames presents RISE WORLD SERIES 2021 OSAKA 2               | 2021年11月14日    | 大阪市中央体育館                 | 大阪府大阪市   |          |
| RISE 152                                                      | 2021年10月22日    | 後楽園ホール                     | 東京都文京区   |          |
| Cygames presents RISE WORLD SERIES 2021 YOKOHAMA              | 2021年9月23日     | ぴあアリーナMM                   | 神奈川県横浜市 |          |
| RISE GIRLS POWER.5                                            | 2021年9月12日     | 後楽園ホール                     | 東京都文京区   |          |
| RISE EVOL.9                                                   | 2021年8月28日     | 新宿FACE                         | 東京都新宿区   |          |
| RISE EVOL.8                                                   | 2021年8月28日     | 新宿FACE                         | 東京都新宿区   |          |
| RISE 151                                                      | 2021年7月28日     | 後楽園ホール                     | 東京都文京区   |          |
| Cygames presents RISE WORLD SERIES 2021 OSAKA                 | 2021年7月18日     | 大阪府立体育会館                 | 大阪府大阪市   |          |
| RISE 150                                                      | 2021年6月18日     | 後楽園ホール                     | 東京都文京区   |          |
| RISE WEST.14                                                  | 2021年6月6日      | アクロス福岡                     | 福岡県福岡市   |          |
| RISE 149                                                      | 2021年5月23日     | 後楽園ホール                     | 東京都文京区   |          |
| Cygames presents RISEonABEMA 2                                | 2021年5月16日     | 会場非公開                       | 非公開         |          |
| RISE 148                                                      | 2021年4月17日     | 後楽園ホール                     | 東京都文京区   |          |
| RISE 147                                                      | 2021年3月28日     | 後楽園ホール                     | 東京都文京区   |          |
| RISE WEST ZERO                                                | 2021年3月14日     | バトルステージ福岡               | 福岡県福岡市   |          |
| Cygames presents RISE ELDORADO                                | 2021年2月28日     | 横浜アリーナ                     | 神奈川県横浜市 |          |
| RISE 146                                                      | 2021年1月30日     | 後楽園ホール                     | 東京都文京区   |          |
| RISE 145                                                      | 2021年1月30日     | 後楽園ホール                     | 東京都文京区   |          |
| RISE EVOL.7                                                   | 2021年1月17日     | 新宿FACE                         | 東京都新宿区   |          |
| RISE GIRLS POWER.4                                            | 2021年1月17日     | 新宿FACE                         | 東京都新宿区   |          |
| RISE 144                                                      | 2020年12月18日    | 後楽園ホール                     | 東京都文京区   |          |
| RISE WEST ZERO                                                | 2020年11月29日    | バトルステージ福岡               | 福岡県福岡市   |          |
| RISE 143                                                      | 2020年11月14日    | 後楽園ホール                     | 東京都文京区   |          |
| Cygames presents RISE DEAD OR ALIVE 2020 OSAKA                | 2020年11月1日     | 大阪府立体育会館                 | 大阪府大阪市   |          |
| Cygames presents RISE DEAD OR ALIVE 2020 YOKOHAMA             | 2020年10月11日    | ぴあアリーナMM                   | 神奈川県横浜市 |          |
| RISE EVOL.6                                                   | 2020年9月20日     | 新宿FACE                         | 東京都新宿区   |          |
| RISE GIRLS POWER.3                                            | 2020年9月20日     | 新宿FACE                         | 東京都新宿区   |          |
| RISE 142                                                      | 2020年9月4日      | 後楽園ホール                     | 東京都文京区   |          |
| RISE 141                                                      | 2020年8月23日     | 後楽園ホール                     | 東京都文京区   |          |
| RISE 140                                                      | 2020年7月19日     | 後楽園ホール                     | 東京都文京区   |          |
| Cygames presents RISEonABEMA                                  | 2020年7月12日     | 会場非公開                       | 非公開         |          |
| Cygames presents RISE WORLD SERIES 2020 1st Round in YOKOHAMA | 2020年6月14日     | ぴあアリーナMM                   | 神奈川県横浜市 | 中止     |
| RISE 139                                                      | 2020年4月29日     | 後楽園ホール                     | 東京都文京区   | 中止     |
| Cygames presents RISE WORLD SERIES 2020 1st                   | 2020年4月12日     | 大阪府立体育会館                 | 大阪府大阪市   | 中止     |
| RISE 138                                                      | 2020年3月20日     | 後楽園ホール                     | 東京都文京区   | 中止     |
| RISE 137                                                      | 2020年2月23日     | 後楽園ホール                     | 東京都文京区   |          |
| RISE GIRLS POWER.2                                            | 2020年2月11日     | 新宿FACE                         | 東京都新宿区   |          |
| RISE EVOL.5                                                   | 2020年2月11日     | 新宿FACE                         | 東京都新宿区   |          |
| RISE 136                                                      | 2020年1月13日     | 後楽園ホール                     | 東京都文京区   |          |
| RISE WEST.12                                                  | 2019年12月8日     | アクロス福岡                     | 福岡県福岡市   |          |
| RISE NORTH                                                    | 2019年11月10日    | ホテルエミシア札幌               | 北海道札幌市   |          |
| RISE GIRLS POWER                                              | 2019年11月8日     | 新宿FACE                         | 東京都新宿区   |          |
| RISE 135                                                      | 2019年11月4日     | 後楽園ホール                     | 東京都文京区   |          |
| RISE WEST ZERO                                                | 2019年10月6日     | バトルステージ福岡               | 福岡県福岡市   |          |
| RISE 134                                                      | 2019年9月29日     | 後楽園ホール                     | 東京都文京区   |          |
| Cygames presents RISE WORLD SERIES 2019 Final Round           | 2019年9月16日     | 幕張メッセ                       | 千葉県千葉市   |          |
| RISE WEST ZERO                                                | 2019年7月28日     | バトルステージ福岡               | 福岡県福岡市   |          |
| Cygames presents RISE WORLD SERIES 2019 2nd Round             | 2019年7月21日     | 大阪府立体育会館                 | 大阪府大阪市   |          |
| RISE 133                                                      | 2019年7月5日      | 後楽園ホール                     | 東京都文京区   |          |
| RISE EVOL.4                                                   | 2019年6月14日     | 新宿FACE                         | 東京都新宿区   |          |
| RISE 132                                                      | 2019年5月19日     | 後楽園ホール                     | 東京都文京区   |          |
| RISE WEST ZERO                                                | 2019年4月28日     | リアルディール博多               | 福岡県福岡市   |          |
| RISE EVOL.3                                                   | 2019年4月26日     | 新宿FACE                         | 東京都新宿区   |          |
| RISE 131                                                      | 2019年3月23日     | 後楽園ホール                     | 東京都文京区   |          |
| Cygames presents RISE WORLD SERIES 2019 1st Round             | 2019年3月10日     | 大田区総合体育館                 | 東京都大田区   |          |
| RISE EVOL.2                                                   | 2019年2月8日      | 新宿FACE                         | 東京都新宿区   |          |
| RISE 130                                                      | 2019年2月3日      | 後楽園ホール                     | 東京都文京区   |          |
| RISE 129                                                      | 2018年11月17日    | 国技館                           | 東京都墨田区   |          |
| RISE 128                                                      | 2018年11月2日     | 後楽園ホール                     | 東京都文京区   |          |
| RISE WEST.11                                                  | 2017年10月28日    | アクロス福岡                     | 福岡県福岡市   |          |
| RISE EVOL.1                                                   | 2018年9月21日     | 新宿FACE                         | 東京都新宿区   |          |
| RISE 127                                                      | 2018年9月16日     | 後楽園ホール                     | 東京都文京区   |          |
| RISE ZERO                                                     | 2018年8月5日      | ゴールドジムサウス東京アネックス | 東京都大田区   |          |
| RISE 126                                                      | 2018年7月16日     | 後楽園ホール                     | 東京都文京区   |          |
| RISE 125                                                      | 2018年6月17日     | 幕張メッセ                       | 千葉県千葉市   |          |
| RISE ZERO                                                     | 2018年6月3日      | ゴールドジムサウス東京アネックス | 東京都大田区   |          |
| RISE 124                                                      | 2018年5月25日     | 後楽園ホール                     | 東京都文京区   |          |
| RISE ZERO                                                     | 2018年4月15日     | ゴールドジムサウス東京アネックス | 東京都大田区   |          |
| RISE 123                                                      | 2018年3月24日     | 後楽園ホール                     | 東京都文京区   |          |
| RISE WEST.10                                                  | 2017年3月18日     | アクロス福岡                     | 福岡県福岡市   |          |
| RISE ZERO                                                     | 2018年2月25日     | ゴールドジムサウス東京アネックス | 東京都大田区   |          |
| RISE 122                                                      | 2018年2月4日      | 後楽園ホール                     | 東京都文京区   |          |
| RISE WEST.9                                                   | 2017年12月17日    | アクロス福岡                     | 福岡県福岡市   |          |
| 3A-LIFE presents RISE 121                                     | 2017年11月23日    | TDCホール                        | 東京都文京区   |          |
| RISE 120                                                      | 2017年10月9日     | ディファ有明                     | 東京都江東区   |          |
| RISE ZERO                                                     | 2017年10月1日     | ゴールドジムサウス東京アネックス | 東京都大田区   |          |
| RISE 119                                                      | 2017年9月15日     | 後楽園ホール                     | 東京都文京区   |          |
| RISE WEST.8                                                   | 2017年8月27日     | アクロス福岡                     | 福岡県福岡市   |          |
| RISE ZERO                                                     | 2017年8月6日      | ゴールドジムサウス東京アネックス | 東京都大田区   |          |
| RISE 118                                                      | 2017年7月17日     | 後楽園ホール                     | 東京都文京区   |          |
| RISE ZERO                                                     | 2017年6月4日      | ゴールドジムサウス東京アネックス | 東京都大田区   |          |
| RISE WEST.7                                                   | 2017年5月28日     | アクロス福岡                     | 福岡県福岡市   |          |
| RISE 117                                                      | 2017年5月20日     | 後楽園ホール                     | 東京都文京区   |          |
| RISE ZERO                                                     | 2017年4月9日      | ゴールドジムサウス東京アネックス | 東京都大田区   |          |
| RISE WEST ZERO                                                | 2017年3月12日     | リアルディール博多               | 福岡県福岡市   |          |
| RISE 116                                                      | 2017年3月5日      | 後楽園ホール                     | 東京都文京区   |          |
| RISE ZERO                                                     | 2017年2月26日     | ゴールドジムサウス東京アネックス | 東京都大田区   |          |
| RISE 115                                                      | 2017年1月28日     | 後楽園ホール                     | 東京都文京区   |          |
| RISE ZERO                                                     | 2016年12月11日    | ゴールドジムサウス東京アネックス | 東京都大田区   |          |
| RISE 114                                                      | 2016年11月25日    | 後楽園ホール                     | 東京都文京区   |          |
| RISE WEST ＆ KAMINARIMON in 楽しかおおはし                    | 2016年7月3日      | 大橋駅前西口広場                 | 福岡県福岡市   |          |
| RISE ZERO                                                     | 2016年10月9日     | ゴールドジムサウス東京アネックス | 東京都大田区   |          |
| RISE 113                                                      | 2016年9月25日     | 後楽園ホール                     | 東京都文京区   |          |
| RISE ZERO                                                     | 2016年8月7日      | ゴールドジムサウス東京アネックス | 東京都大田区   |          |
| RISE 112                                                      | 2016年7月30日     | 後楽園ホール                     | 東京都文京区   |          |
| RISE WEST.6                                                   | 2016年7月3日      | アクロス福岡                     | 福岡県福岡市   |          |
| RISE ZERO                                                     | 2016年6月12日     | ゴールドジムサウス東京アネックス | 東京都大田区   |          |
| RISE 111                                                      | 2016年5月29日     | 後楽園ホール                     | 東京都文京区   |          |
| RISE ZERO                                                     | 2016年4月17日     | ゴールドジムサウス東京アネックス | 東京都大田区   |          |
| RISE 110                                                      | 2016年3月26日     | 後楽園ホール                     | 東京都文京区   |          |
| RISE WEST.5                                                   | 2016年3月13日     | 博多ベイサイドホール             | 福岡県福岡市   |          |
| RISE ZERO                                                     | 2016年2月28日     | ゴールドジムサウス東京アネックス | 東京都大田区   |          |
| RISE 109                                                      | 2016年1月31日     | 後楽園ホール                     | 東京都文京区   |          |
| RISE ZERO                                                     | 2015年12月13日    | ゴールドジムサウス東京アネックス | 東京都大田区   |          |
| RISE 108                                                      | 2015年11月8日     | 後楽園ホール                     | 東京都文京区   |          |
| RISE 107                                                      | 2015年10月12日    | 後楽園ホール                     | 東京都文京区   |          |
| RISE WEST ZERO                                                | 2015年9月27日     | バトルステージ福岡               | 福岡県福岡市   |          |
| RISE ZERO                                                     | 2015年8月9日      | ゴールドジムサウス東京アネックス | 東京都大田区   |          |
| RISE 106                                                      | 2015年7月24日     | 後楽園ホール                     | 東京都文京区   |          |
| RISE ZERO                                                     | 2015年6月7日      | ゴールドジムサウス東京アネックス | 東京都大田区   |          |
| RISE 105                                                      | 2015年5月31日     | 後楽園ホール                     | 東京都文京区   |          |
| RISE ZERO                                                     | 2015年4月5日      | ゴールドジムサウス東京アネックス | 東京都大田区   |          |
| RISE 104                                                      | 2015年3月21日     | 後楽園ホール                     | 東京都文京区   |          |
| RISE WEST.4                                                   | 2015年6月21日     | 博多ベイサイドホール             | 福岡県福岡市   |          |
| RISE ZERO                                                     | 2015年2月15日     | ゴールドジムサウス東京アネックス | 東京都大田区   |          |
| RISE 103                                                      | 2015年1月24日     | 後楽園ホール                     | 東京都文京区   |          |
| RISE ZERO                                                     | 2014年12月14日    | ゴールドジムサウス東京アネックス | 東京都大田区   |          |
| RISE WEST.2                                                   | 2014年12月7日     | 博多ベイサイドホール             | 福岡県福岡市   |          |
| RISE 102                                                      | 2014年11月16日    | 後楽園ホール                     | 東京都文京区   |          |
| RISE ZERO Shinjuku                                            | 2014年10月25日    | 新宿FACE                         | 東京都新宿区   |          |
| RISE 101                                                      | 2014年9月28日     | 後楽園ホール                     | 東京都文京区   |          |
| RISE WEST ZERO                                                | 2014年8月31日     | バトルステージ福岡               | 福岡県福岡市   |          |
| RISE ZERO                                                     | 2014年8月3日      | ゴールドジムサウス東京アネックス | 東京都大田区   |          |
| RISE 100                                                      | 2014年7月12日     | 大田区総合体育館                 | 東京都大田区   |          |
| RISE ZERO                                                     | 2014年6月8日      | ゴールドジムサウス東京アネックス | 東京都大田区   |          |
| RISE WEST.1                                                   | 2014年6月1日      | 博多ベイサイドホール             | 福岡県福岡市   |          |
| RISE 99                                                       | 2014年4月29日     | ディファ有明                     | 東京都江東区   |          |
| RISE 98                                                       | 2014年3月30日     | 後楽園ホール                     | 東京都文京区   |          |
| RISE ZERO                                                     | 2014年2月16日     | ゴールドジムサウス東京アネックス | 東京都大田区   |          |
| RISE 97                                                       | 2014年1月25日     | 後楽園ホール                     | 東京都文京区   |          |
| RISE ZERO                                                     | 2013年12月1日     | ゴールドジムサウス東京アネックス | 東京都大田区   |          |
| RISE 96                                                       | 2013年11月4日     | ディファ有明                     | 東京都江東区   |          |
| RISE 95                                                       | 2013年9月13日     | 後楽園ホール                     | 東京都文京区   |          |
| RISE ZERO                                                     | 2013年8月25日     | ゴールドジムサウス東京アネックス | 東京都大田区   |          |
| RISE 94                                                       | 2013年7月20日     | 後楽園ホール                     | 東京都文京区   |          |
| RISE 93                                                       | 2013年6月9日      | ディファ有明                     | 東京都江東区   |          |
| RISE ZERO                                                     | 2013年4月14日     | ゴールドジムサウス東京アネックス | 東京都大田区   |          |
| RISE 92                                                       | 2013年3月17日     | 後楽園ホール                     | 東京都文京区   |          |
| RISE ZERO                                                     | 2013年2月3日      | ゴールドジムサウス東京アネックス | 東京都大田区   |          |
| RISE 91/INFINITY2                                             | 2013年1月6日      | 後楽園ホール                     | 東京都文京区   |          |
| RISE ZERO                                                     | 2012年12月9日     | ゴールドジムサウス東京アネックス | 東京都大田区   |          |
| RISE INFINTY                                                  | 2012年12月2日     | 東京ドームシティホール           | 東京都文京区   |          |
| RISE ZERO                                                     | 2012年10月28日    | ゴールドジムサウス東京アネックス | 東京都大田区   |          |
| RISE 90                                                       | 2012年10月25日    | 後楽園ホール                     | 東京都文京区   |          |
| RISE ZERO                                                     | 2012年7月8日      | ゴールドジムサウス東京アネックス | 東京都大田区   |          |
| RISE 89                                                       | 2012年7月1日      | ディファ有明                     | 東京都江東区   |          |
| RISE 88                                                       | 2012年6月2日      | 東京ドームシティホール           | 東京都文京区   |          |
| RISE ZERO                                                     | 2012年4月1日      | ゴールドジムサウス東京アネックス | 東京都大田区   |          |
| RISE 87                                                       | 2012年3月24日     | 後楽園ホール                     | 東京都文京区   |          |
| RISE ZERO                                                     | 2012年3月11日     | ゴールドジムサウス東京アネックス | 東京都大田区   |          |
| RISE 86                                                       | 2012年1月28日     | 後楽園ホール                     | 東京都文京区   |          |
| RISE ZERO                                                     | 2011年12月18日    | ゴールドジムサウス東京アネックス | 東京都大田区   |          |
| RISE 85                                                       | 2011年11月23日    | 東京ドームシティホール           | 東京都文京区   |          |
| SRS.2011 -For Japan-                                          | 2011年11月11日    | 後楽園ホール                     | 東京都文京区   |          |
| RISE 84                                                       | 2011年10月30日    | ゴールドジムサウス東京アネックス | 東京都大田区   |          |
| RISE 83                                                       | 2011年9月23日(夜) | ディファ有明                     | 東京都江東区   |          |
| RISE 82                                                       | 2011年9月23日(昼) | ディファ有明                     | 東京都江東区   |          |
| RISE 81                                                       | 2011年7月31日     | ゴールドジムサウス東京アネックス | 東京都大田区   |          |
| RISE 80                                                       | 2011年7月23日     | 後楽園ホール                     | 東京都文京区   |          |
| RISE 79                                                       | 2011年6月26日     | ゴールドジムサウス東京アネックス | 東京都大田区   |          |
| RISE KORIA 2011                                               | 2011年6月17日     | ゴグチャンホール                 | ソウル         |          |
| RISE 78                                                       | 2011年6月4日      | 新宿FACE                         | 東京都新宿区   |          |
| RISE 77                                                       | 2011年4月24日     | ゴールドジムサウス東京アネックス | 東京都大田区   |          |
| RISE 76                                                       | 2011年4月17日     | 新宿FACE                         | 東京都新宿区   |          |
| RISE 75                                                       | （中止）          | （中止）                         | （中止）       | （中止） |
| RISE 74                                                       | 2011年2月27日     | 後楽園ホール                     | 東京都文京区   |          |
| RISE 73R                                                      | 2010年12月19日    | ディファ有明                     | 東京都江東区   |          |
| RISE 72                                                       | 2010年11月28日    | ゴールドジムサウス東京アネックス | 東京都大田区   |          |
| RISE 71                                                       | 2010年10月3日     | 後楽園ホール                     | 東京都文京区   |          |
| RISE 70                                                       | 2010年9月26日     | ゴールドジムサウス東京アネックス | 東京都大田区   |          |
| RISE KOREA 2010 in SEOUL                                      | 2010年9月10日     | ゴグチャンホール                 | ソウル         |          |
| RISE 69                                                       | 2010年8月29日     | ゴールドジムサウス東京アネックス | 東京都大田区   |          |
| RISE 68                                                       | 2010年7月31日     | 後楽園ホール                     | 東京都文京区   |          |
| RISE 67                                                       | 2010年6月27日     | ゴールドジムサウス東京アネックス | 東京都大田区   |          |
| RISE 66                                                       | 2010年5月30日     | ゴールドジムサウス東京アネックス | 東京都大田区   |          |
| RISE 65                                                       | 2010年5月16日     | ディファ有明                     | 東京都江東区   |          |
| RISE 64                                                       | 2010年4月25日     | ゴールドジムサウス東京アネックス | 東京都大田区   |          |
| RISE 63                                                       | 2010年4月7日      | 後楽園ホール                     | 東京都文京区   |          |
| RISE 62                                                       | 2010年2月28日     | ゴールドジムサウス東京アネックス | 東京都大田区   |          |
| RISE 61                                                       | 2010年1月24日     | 新宿FACE                         | 東京都新宿区   |          |
| RISE 60                                                       | 2009年11月22日    | JCBホール                        | 東京都文京区   |          |
| RISE 59                                                       | 2009年10月4日     | ディファ有明                     | 東京都江東区   |          |
| RISE 58                                                       | 2009年8月23日     | ゴールドジムサウス東京アネックス | 東京都大田区   |          |
| RISE 57                                                       | 2009年7月26日     | ディファ有明                     | 東京都江東区   |          |
| RISE 56                                                       | 2009年6月28日     | ゴールドジムサウス東京アネックス | 東京都大田区   |          |
| RISE 55                                                       | 2009年5月31日     | ディファ有明                     | 東京都江東区   |          |
| R.I.S.E. 54                                                   | 2009年4月26日     | ゴールドジムサウス東京アネックス | 東京都大田区   |          |
| R.I.S.E. 53                                                   | 2009年3月29日     | ディファ有明                     | 東京都江東区   |          |
| R.I.S.E. 52                                                   | 2009年1月31日     | ディファ有明                     | 東京都江東区   |          |
| R.I.S.E. 51                                                   | 2008年11月30日    | ディファ有明                     | 東京都江東区   |          |
| R.I.S.E. 50                                                   | 2008年9月28日     | 新宿FACE                         | 東京都新宿区   |          |
| R.I.S.E. 49 〜RISING ROOKIES CUP〜                            | 2008年8月30日     | 新宿FACE                         | 東京都新宿区   |          |
| R.I.S.E. 48 〜THE KING OF GLADIATORs '08〜                    | 2008年7月4日      | 後楽園ホール                     | 東京都文京区   |          |
| R.I.S.E. 47 〜RISING ROOKIES CUP〜                            | 2008年6月1日      | ゴールドジムサウス東京アネックス | 東京都大田区   |          |
| R.I.S.E. 46 〜THE KING OF GLADIATORs '08〜                    | 2008年5月11日     | ディファ有明                     | 東京都江東区   |          |
| R.I.S.E. XLV                                                  | 2008年4月27日     | ゴールドジムサウス東京アネックス | 東京都大田区   |          |
| R.I.S.E. XLIV                                                 | 2008年3月30日     | ゴールドジムサウス東京アネックス | 東京都大田区   |          |
| R.I.S.E. -γ- "R.O.C"                                          | 2008年2月22日     | 新宿FACE                         | 東京都新宿区   |          |
| R.I.S.E. DEAD OR ALIVE TOURNAMENT '07                         | 2007年12月16日    | ディファ有明                     | 東京都江東区   |          |
| R.I.S.E. XLI                                                  | 2007年11月25日    | ゴールドジムサウス東京アネックス | 東京都大田区   |          |
| R.I.S.E. -β- "L7"                                             | 2007年10月28日    | 新宿FACE                         | 東京都新宿区   |          |
| R.I.S.E. -α- "THE FACE"                                       | 2007年8月26日     | 新宿FACE                         | 東京都新宿区   |          |
| R.I.S.E. XXXVIII                                              | 2007年7月22日     | ゴールドジムサウス東京アネックス | 東京都大田区   |          |
| R.I.S.E. FLASH to CRUSH TOURNAMENT '07                        | 2007年6月17日     | ディファ有明                     | 東京都江東区   |          |
| R.I.S.E. XXXVI                                                | 2007年5月13日     | ゴールドジムサウス東京アネックス | 東京都大田区   |          |
| R.I.S.E.XXXV                                                  | 2007年4月29日     | ゴールドジムサウス東京アネックス | 東京都大田区   |          |
| R.I.S.E. FIREBALL1                                            | 2007年4月12日     | 後楽園ホール                     | 東京都文京区   |          |
| R.I.S.E. XXXIII                                               | 2007年2月18日     | ゴールドジムサウス東京アネックス | 東京都大田区   |          |
| R.I.S.E. DEAD OR ALIVE TOURNAMENT '06                         | 2006年12月17日    | ディファ有明                     | 東京都江東区   |          |
| R.I.S.E. XXXI                                                 | 2006年11月26日    | ゴールドジムサウス東京アネックス | 東京都大田区   |          |
| R.I.S.E. XXX                                                  | 2006年10月29日    | ゴールドジムサウス東京アネックス | 東京都大田区   |          |
| R.I.S.E. MIGHTY EIGHTY TOURNAMENT '06                         | 2006年9月24日     | ディファ有明                     | 東京都江東区   |          |
| R.I.S.E. XXVIII                                               | 2006年7月30日     | ゴールドジムサウス東京アネックス | 東京都大田区   |          |
| R.I.S.E. FLASH to CRUSH TOURNAMENT '06                        | 2006年6月25日     | ディファ有明                     | 東京都江東区   |          |
| R.I.S.E. XXVI                                                 | 2006年5月28日     | ゴールドジムサウス東京アネックス | 東京都大田区   |          |
| R.I.S.E. XXV                                                  | 2006年4月30日     | ゴールドジムサウス東京アネックス | 東京都大田区   |          |
| R.I.S.E. G-BAZOOKA TOURNAMENT '06                             | 2006年3月26日     | ディファ有明                     | 東京都江東区   |          |
| R.I.S.E. XXIII                                                | 2006年2月26日     | ゴールドジムサウス東京アネックス | 東京都大田区   |          |
| R.I.S.E. XXII                                                 | 2006年1月29日     | ゴールドジムサウス東京アネックス | 東京都大田区   |          |
| R.I.S.E. DEAD OR ALIVE TOURNAMENT '05                         | 2005年12月18日    | ディファ有明                     | 東京都江東区   |          |
| R.I.S.E. XX                                                   | 2005年11月27日    | ゴールドジムサウス東京アネックス | 東京都大田区   |          |
| R.I.S.E. XIX                                                  | 2005年10月30日    | ゴールドジムサウス東京アネックス | 東京都大田区   |          |
| R.I.S.E. XVIII                                                | 2005年8月28日     | ゴールドジムサウス東京アネックス | 東京都大田区   |          |
| R.I.S.E. XVII                                                 | 2005年7月31日     | ゴールドジムサウス東京アネックス | 東京都大田区   |          |
| R.I.S.E. G-BAZOOKA TOURNAMENT '05                             | 2005年6月19日     | ディファ有明                     | 東京都江東区   |          |
| R.I.S.E. XV                                                   | 2005年5月29日     | ゴールドジムサウス東京アネックス | 東京都大田区   |          |
| R.I.S.E. XIV                                                  | 2005年4月24日     | ゴールドジムサウス東京アネックス | 東京都大田区   |          |
| R.I.S.E. XIII                                                 | 2005年2月20日     | ゴールドジムサウス東京アネックス | 東京都大田区   |          |
| R.I.S.E. XII                                                  | 2004年1月30日     | ゴールドジムサウス東京アネックス | 東京都大田区   |          |
| R.I.S.E. DEAD OR ALIVE TOURNAMENT '05                         | 2004年12月19日    | ディファ有明                     | 東京都江東区   |          |
| R.I.S.E. X                                                    | 2004年10月31日    | ゴールドジムサウス東京アネックス | 東京都大田区   |          |
| R.I.S.E. IX                                                   | 2004年9月26日     | ゴールドジムサウス東京アネックス | 東京都大田区   |          |
| R.I.S.E. THE LAW of THE RING                                  | 2004年7月4日      | ディファ有明                     | 東京都江東区   |          |
| R.I.S.E. VII                                                  | 2004年4月29日     | ゴールドジムサウス東京アネックス | 東京都大田区   |          |
| R.I.S.E. VI                                                   | 2004年2月11日     | ゴールドジムサウス東京アネックス | 東京都大田区   |          |
| R.I.S.E. DEAD OR ALIVE TOURNAMENT                             | 2003年12月23日    | ディファ有明                     | 東京都江東区   |          |
| R.I.S.E. Fourth                                               | 2003年9月28日     | ゴールドジムサウス東京アネックス | 東京都大田区   |          |
| R.I.S.E. Third                                                | 2003年6月15日     | ゴールドジムサウス東京アネックス | 東京都大田区   |          |
| R.I.S.E. Second                                               | 2003年4月27日     | ゴールドジムサウス東京アネックス | 東京都大田区   |          |
| R.I.S.E.                                                      | 2003年2月23日     | ゴールドジムサウス東京アネックス | 東京都大田区   |          |